# سلطانا كمال
سلطانا كمال (بالإنجليزية: Sultana Kamal)‏ هي منافسة ألعاب القوى بنغلاديشية وباكستانية، ولدت في 10 ديسمبر 1952، وتوفيت في 15 أغسطس 1975 في دانمندي، داكا ‏ في بنغلاديش.